# モンツーノ
モンツーノ（伊: Monzuno）は、イタリア共和国エミリア＝ロマーニャ州ボローニャ県にある、人口約6,400人の基礎自治体（コムーネ）。

## 地理

### 位置・広がり

#### 隣接コムーネ
隣接するコムーネは以下の通り。
- グリッツァーナ・モランディ
- ロイアーノ
- マルツァボット
- モンギドーロ
- ピアノーロ
- サン・ベネデット・ヴァル・ディ・サンブロ
- サッソ・マルコーニ

### 気候分類・地震分類
モンツーノにおけるイタリアの気候分類 (it) および度日は、zona E, 2835 GGである。
また、イタリアの地震リスク階級 (it) では、zona 3 (sismicità bassa) に分類される。

## 行政

### 分離集落
モンツーノには、以下の分離集落（フラツィオーネ）がある。
- Bologna, Brento, Ca' di Giulietta, Carbonarolo, Gabbiano, La Trappola, Lodole, Montorio, Pian di Lama, Rioveggio, San Niccolò, San Rocco, Selve, Trasasso, Vado, Valle